# Đại số sơ cấp

Công thức giải phương trình bậc 2 thể hiện các nghiệm của phương trình bậc hai theo các hệ số của nó, trong đó.

Đồ thị phẳng (đường cong parabol màu đỏ) của phương trình đại số

Đại số sơ cấp bao gồm những khái niệm cơ bản của đại số, một phân nhánh của toán học. Đại số sơ cấp thường được dạy ở cấp trung học cơ sở và được xây dựng dựa trên những hiểu biết về số học. Trong khi số học liên quan tới những con số cụ thể, đại số giới thiệu những con số không có giá trị cố định, được gọi là các biến số. Việc sử dụng biến số đòi hỏi phải sử dụng ký hiệu đại số và hiểu các quy tắc chung của các phép tính được sử dụng trong số học. Khác với đại số trừu tượng, đại số sơ cấp không quan tâm tới cấu trúc đại số ngoài số thực và số phức.
Việc sử dụng các biến số để biểu hiện các con số cho phép biểu diễn chính xác mối quan hệ chung giữa những con số, do đó giúp giải quyết bài toán rộng hơn. Phần lớn các kết quả định lượng trong khoa học và toán học thường được biểu diễn dưới dạng phương trình đại số.

## Ký hiệu đại số
Ký hiệu đại số miêu tả cách đại số được biểu hiện. Nó tuân theo một vài quy tắc và quy ước nhất định, và có những thuật ngữ riêng. Ví dụ, biểu thức {\displaystyle 3x^{2}-2xy+c} có những thành tố sau:

1: số mũ, 2: hệ số, 3: số hạng, 4: toán tử, 5: hằng số, {\displaystyle x,y}: các biến số
Một hệ số là một giá trị số nhân với biến số (toán tử được bỏ qua), số hạng là một hạng thức, một nhóm các hệ số, biến số, hằng số và số mũ được phân tách với những số hạng khác bằng các dấu cộng và trừ. Các biến số và hằng số thường được biểu diễn bằng các chữ cái. Theo quy ước, các chữ cái ở đầu của bảng chữ cái (ví dụ {\displaystyle a,b,c}) thường dùng để biểu diễn các hằng số và các chữ cái ở cuối bảng chữ cái (ví dụ {\displaystyle x,y} and {\displaystyle z}) thường được dùng để biểu diễn các biến số. Chúng thường được viết bằng chữ nghiêng.
Các phép tính đại số hoạt động giống các phép tính trong số học, ví dụ như cộng, trừ, nhân, chia và lũy thừa và được áp dụng cho các biến số và số hạng đại số. Biểu tượng thể hiện phép nhân thường được bỏ qua, và được ngầm hiểu khi không có khoảng trống giữa hai biến số và số hạng, hoặc khi một số hạng được sử dụng. Ví dụ, {\displaystyle 3\times x^{2}} được viết thành {\displaystyle 3x^{2}}, và {\displaystyle 2\times x\times y} có thể được viết thành {\displaystyle 2xy}..
Thường các số hạng với số mũ cao nhất được viết về bên trái, ví dụ, {\displaystyle x^{2}} sẽ được viết về bên trái của {\displaystyle x}. Khi một số hạng là một, số một thường được bỏ qua (ví dụ {\displaystyle 1x^{2}} được viết thành {\displaystyle x^{2}}). Cũng như vậy, khi số mũ là một (ví dụ {\displaystyle 3x^{1}} được viết thành {\displaystyle 3x}).. Khi số mũ là không, kết quả luôn là 1 (ví dụ {\displaystyle x^{0}} luôn được viết lại thành 1). Tuy nhiên {\displaystyle 0^{0}}, là một số không xác định, không được xuất hiện trong biểu thức, và cần phải chú ý khi rút gọn các biểu thức trong đó các biến số xuất xuất hiện dưới dạng số mũ.

## Các khái niệm

### Biến số
Đại số sơ cấp xây dựng và mở rộng số học bằng cách giới thiệu các chữ cái được gọi là biến số để thể hiện những số chung (không xác định). Điều này đem lại một vài lợi ích:
1. Biến số đại diện cho những số chưa biết giá trị. Ví dụ, nếu nhiệt độ ngày hôm nay, T, là 20 độ cao hơn nhiệt độ ngày hôm qua, Y, thì bài toán có thể được biểu diễn dưới dạng toán học là {\displaystyle T=Y+20}.[13]

1. Biến số cho phép ta biểu diễn những bài toán chung,[14] mà không cần phải cụ thể hóa giá trị của những con số có liên quan.Ví dụ, người ta có thể nêu cụ thể 5 phút bằng với {\displaystyle 60\times 5=300} giây. Một cách mô tả chung hơn bằng đại số có thể miêu tả số giây, {\displaystyle s=60\times m}, trong đó m là số phút.

1. Biến số cho phép miêu tả những mối quan hệ toán học giữa những con số có thể dao động.[15] Ví dụ, mối quan hệ giữa chu vi, c, và đường kính, d, của một đường tròn có thể được biểu diễn là {\displaystyle \pi =c/d}.

1. Biến số cho phép mô tả một vài tính chất của toán học. Ví dụ, một tính chất cơ bản của phép cộng là tính giao hoán, trong đó nêu rõ rằng trật tự của các số được cộng không quan trọng. Tính giao hoán có thể được thể hiện dưới dạng đại số là {\displaystyle (a+b)=(b+a)}.[16]

### Đánh giá biểu thức
Những biểu thức đại số có thể được đánh giá và rút gọn, dựa trên những tính chất cơ bản của các phép tính số học (cộng, trừ, nhân, chia và lũy thừa). Ví dụ,
- Các số hạng cộng có thể được rút gọn bằng cách sử dụng hệ số. Ví dụ, {\displaystyle x+x+x} có thể được rút gọn thành {\displaystyle 3x} (trong đó 3 là hệ số)
- Các số hạng nhân có thể được rút gọn bằng cách sử dụng số mũ. Ví dụ, {\displaystyle x\times x\times x} có thể được biểu diễn là {\displaystyle x^{3}}
- Cũng giống như các số hạng được cộng với nhau,[17] ví dụ, {\displaystyle 2x^{2}+3ab-x^{2}+ab} được viết thành {\displaystyle x^{2}+4ab}, bởi các số hạng {\displaystyle x^{2}} được cộng lại với nhau, các số hạng {\displaystyle ab} cũng được cộng lại với nhau.
- Các số trong ngặc có thể được nhân với số bên ngoài bằng cách sử dụng tính phân phối. Ví dụ, {\displaystyle x(2x+3)} có thể được viết thành {\displaystyle (x\times 2x)+(x\times 3)}, và có thể được viết thành {\displaystyle 2x^{2}+3x}
- Các biểu thức có thể đưa các nhân tử ra ngoài. Ví dụ, {\displaystyle 6x^{5}+3x^{2}}, chia cả hai số hạng với {\displaystyle 3x^{2}} ta có thể viết thành {\displaystyle 3x^{2}(2x^{3}+1)}

### Phương trình

Hình động mô tả Định lý Pythago đối với tam giác vuông, trong đó thể hiện mối quan hệ đại số giữa cạnh huyền, và hai cạnh còn lại của một tam giác.

Một phương trình mô tả hai biểu thức là bằng nhau bằng cách sử dụng biểu tượng của đẳng thức, {\displaystyle =} (dấu bằng). Một trong những phương trình nổi tiếng nhất mô tả định luật Pytago liên quan đến chiều dài các cạnh của một tam giác vuông.
{\displaystyle c^{2}=a^{2}+b^{2}}
Phương trình này thể hiện rằng {\displaystyle c^{2}}, đại diện cho bình phương cạnh huyền (cạnh đối diện góc vuông), bằng tổng (phép cộng) bình phương hai cạnh còn lại, được đại diện bằng các chữ cái {\displaystyle a} và {\displaystyle b}
Phương trình là một sự xác nhận rằng hai biểu thức có cùng giá trị và bằng nhau. Một vài phương trình đúng với tất cả các giá trị của các biến số liên quan (ví dụ {\displaystyle a+b=b+a}); những phương trình như vậy được gọi là đồng nhất thức. Những phương trình điều kiện đúng với một số giá trị của các biến số liên quan (ví dụ {\displaystyle x^{2}-1=8} chỉ đúng khi {\displaystyle x=3} hoặc {\displaystyle x=-3}). Những giá trị của các biến làm cho phương trình đó đúng chính là nghiệm của phương trình và có thể tìm thấy thông qua giải phương trình.
Một dạng phương trình khác gọi là bất đẳng thức. Các bất đẳng thức được dùng để chỉ ra rằng một vế của phương trình lớn, hoặc nhỏ hơn, vế còn lại. Các biểu tượng được sử dụng cho bất đẳng thức là: {\displaystyle a>b}, trong đó {\displaystyle >} có nghĩa là 'lớn hơn', và {\displaystyle a<b} trong đó {\displaystyle <} có nghĩa là 'nhỏ hơn'. Cũng giống như phương trình đẳng thức tiêu chuẩn, các số của bất đẳng thức có thể được cộng, trừ, nhân, chia. Trường hợp ngoại lệ duy nhất là khi nhân và chia với một số âm, dấu bất đẳng thức phải được đổi ngược lại.

### Tính chất của đẳng thức
Theo định nghĩa, đẳng thức tuân thủ theo một số "quan hệ tương đương", bao gồm (a) phản xạ (ví dụ {\displaystyle b=b}), đối xứng (ví dụ nếu {\displaystyle a=b} thì {\displaystyle b=a}), và bắc cầu (ví dụ nếu {\displaystyle a=b} và {\displaystyle b=c} thì {\displaystyle a=c}) trong đó:
- Nếu {\displaystyle a=b} và {\displaystyle c=d} thì {\displaystyle a+c=b+d} và {\displaystyle ac=bd};
- Nếu {\displaystyle a=b} thì {\displaystyle a+c=b+c};
- Nêu hai ký hiệu là bằng nhau thì một bên có thể thay thế cho bên còn lại

### Tính chất của bất đẳng thức
Mối quan hệ 'nhỏ hơn' {\displaystyle <} và 'lớn hơn' {\displaystyle >} có tính chất bắc cầu:
- Nếu   {\displaystyle a<b}   và   {\displaystyle b<c}   thì   {\displaystyle a<c};
- Nếu   {\displaystyle a<b}   và   {\displaystyle c<d}   thì   {\displaystyle a+c<b+d};
- Nếu   {\displaystyle a<b}   và   {\displaystyle c>0}   thì   {\displaystyle ac<bc};
- Nếu   {\displaystyle a<b}   và   {\displaystyle c<0}   thì   {\displaystyle bc<ac}.

Chú ý rằng bằng cách nghịch đảo phương trình, chúng ta có thể đảo dấu {\displaystyle <} và {\displaystyle >},, ví dụ
- {\displaystyle a<b} tương đương với {\displaystyle b>a}

## Giải các phương trình đại số
Phần dưới đây sẽ trình bày các ví dụ về vài phương trình đại số thường gặp

### Phương trình tuyến tính với một biến số
Phương trình tuyến tính (hay phương trình bậc nhất một ẩn) được gọi như vậy, bởi khi chúng được vẽ đồ thị, chúng sẽ thể hiện một đường thẳng (tuyến tính có nghĩa là đường thẳng). Phương trình đơn giản nhất là phương trình có một biến số. Chúng chỉ có các hằng số và một biến số duy nhất mà không có số mũ. Ví dụ, xem xét:
Bài toán: Nếu bạn tăng gấp đôi tuổi con trai tôi và cộng thêm 4, kết quả sẽ là 12. Vậy con trai tôi bao nhiêu tuổi?
Phương trình tương đương: {\displaystyle 2x+4=12}, trong đó {\displaystyle x} là số tuổi của con trai tôi
Để giải dạng phương trình này, ta sử dụng kỹ thuật cộng, trừ, nhân, chia cả hai vế của phương trình với cùng một số nhằm tách ly biến số sang một bên của phương trình. Một khi biến số đã được tách biệt, vế còn lại của phương trình chính là giá trị của biến số. Nghiệm của phương trình này là như sau:
| 1. Giải phương trình:                    | {\displaystyle 2x+4=12}                        |
| 2. Trừ 4 cho cả hai vế của phương trình: | {\displaystyle 2x+4-4=12-4}                    |
| 3. Rút gọn thành:                        | {\displaystyle 2x=8}                           |
| 4. Chia cả hai vế với 2:                 | {\displaystyle {\frac {2x}{2}}={\frac {8}{2}}} |
| 5. Rút gọn để có được nghiệm:            | {\displaystyle x=4}                            |

Dạng thức chung của phương trình tuyến tính với một biến số, có thể được viết là: {\displaystyle ax+b=0\,}
Cũng theo quy trình như vậy (trừ cho cả hai vế cho {\displaystyle b} và chia cho {\displaystyle a}) đáp số của phương trình là {\displaystyle x={\frac {-b}{a}}}

### Phương trình tuyến tính với hai biến số
Một phương trình tuyến tính với hai biến số có nhiều (vô số) nghiệm. Ví dụ:
Bài toán: Tôi nhiều hơn con tôi 22 tuổi. Vậy chúng tôi bao nhiêu tuổi?
Phương trình tương đương: {\displaystyle y=x+22} trong đó {\displaystyle y} là tuổi của tôi và {\displaystyle x} là tuổi của con trai tôi.
Một mình phương trình này không đủ để giải bài toán. Nếu ta biết tuổi của người con trai, thì phương trình sẽ không phải là phương trình có hai biến chưa biết giá trị nữa, và bài toán trở thành phương trình tuyến tính với một biến số.
Để giải phương trình tuyến tính hai biến số đòi hỏi phải có hai phương trình liên quan đến nhau. Ví dụ, nếu bài toán cũng cho biết rằng:
| Bài toán:                    | Trong 10 năm tới, tuổi của tôi sẽ gấp đôi tuổi của con trai tôi. |
| Phương trình tương đương:    | {\displaystyle y+10=2\times (x+10)}                              |
| Trừ 10 cho cả hai vế:        | {\displaystyle y=2\times (x+10)-10}                              |
| Nhân với các số trong ngoặc: | {\displaystyle y=2x+20-10}                                       |
| Rút gọn:                     | {\displaystyle y=2x+10}                                          |

Giờ ta có hai phương trình tuyến tính, mỗi phương trình có hai biến chưa biết, nó cho phép ta tạo ra một phương trình tuyến tính với một biến, bằng cách trừ (hoặc cộng) một phương trình cho phương trình còn lại (gọi là phương pháp cộng đại số):
| Phương trình thứ hai                                                            | {\displaystyle y=2x+10}            |
| Phương trình thứ nhất                                                           | {\displaystyle y=x+22}             |
| Lấy phương trình thứ hai trừ cho phương trình thứ nhất để khử {\displaystyle y} | {\displaystyle (y-y)=(2x-x)+10-22} |
| Rút gọn                                                                         | {\displaystyle 0=x-12}             |
| Cộng 12 cho cả hai vế                                                           | {\displaystyle 12=x}               |
| Sắp đặt lại                                                                     | {\displaystyle x=12}               |

Nói cách khác, con trai tôi 12 tuổi, và tôi lớn hơn con trai tôi 22 tuổi. Vậy tuổi của tôi là 34. Trong 10 năm, con trai tôi sẽ là 22 tuổi và tuổi tôi sẽ gấp đôi tuổi con trai, là 44 tuổi.

### Phương trình bậc hai
Phương trình bậc hai là phương trình có một số hạng với số mũ là 2, ví dụ, {\displaystyle x^{2}}, và không có số hạng nào với số mũ cao hơn. Nhìn chung, phương trình bậc hai có thể biểu diễn dưới dạng {\displaystyle ax^{2}+bx+c=0}, trong đó {\displaystyle a} khác không (nếu a bằng không thì đây là phương trình tuyến tính chứ không còn là bậc hai). Bởi vậy phương trình bậc hai phải chứa số hạng {\displaystyle ax^{2}}, số hạng được biết đến là số hạng bậc hai. Do {\displaystyle a\neq 0}, chúng ta có thể chia cho {\displaystyle a} và sắp đặt lại phương trình thành dạng tiêu chuẩn.
{\displaystyle x^{2}+px+q=0\,}
Trong đó {\displaystyle p=b/a} và {\displaystyle q=c/a}. Giải phương trình này, bằng một quá trình gọi là phần bù bình phương, sẽ dẫn đến công thức bậc hai
{\displaystyle x={\frac {-b\pm {\sqrt {b^{2}-4ac}}}{2a}},}
Trong đó, dấu "±" biểu thị rằng cả
{\displaystyle x_{1}={\frac {-b+{\sqrt {b^{2}-4ac}}}{2a}}\quad {\text{và}}\quad x_{2}={\frac {-b-{\sqrt {b^{2}-4ac}}}{2a}}}
là nghiệm của phương trình bậc hai.
Phương trình bậc hai có thể giải bằng cách sử dụng phân tích nhân tử. Một ví dụ của phân tích nhân tử:
{\displaystyle x^{2}+3x-10=0.\,}
Cũng tương đương với:
{\displaystyle (x+5)(x-2)=0.\,}
Phương trình này tuân thủ theo đúng tính chất tích của không với cả {\displaystyle x=2} hoặc {\displaystyle x=-5} là nghiệm của phương trình, bởi rõ ràng một trong hai nhân tử phải bằng không. Tất cả các phương trình bậc hai đều có hai nghiệm trong hệ số phức, nhưng không cần có nghiệm nào trong hệ số thực. Ví dụ,
{\displaystyle x^{2}+1=0\,}
không có nghiệm số thực nào bởi không có số nào bình phương lại bằng −1.

### Phương trình số mũ và phương trình lôgarit

Đồ thị của hàm logarit cơ số 2 cắt trục x (trục hoành) tại 1 và đi qua các điểm có tọa độ (2, 1), (4, 2), và (8, 3). Ví dụ, log_{2}(8) = 3, bởi vì 2^{3} = 8. Đồ thị tiệm cận gần với trụ y, nhưng không cắt nó.

Phương trình số mũ là phương trình có dạng {\displaystyle a^{x}=b} với {\displaystyle a>0}, nghiệm của phương trình là
{\displaystyle X=\log _{a}b={\frac {\ln b}{\ln a}}}
khi {\displaystyle b>0}. Các kỹ thuật trong đại số sơ cấp được sử dụng để viết lại phương trình đã cho ở trên trước khi đi đến đáp số. Ví dụ nếu
{\displaystyle 3\cdot 2^{x-1}+1=10}
thì trừ 1 cho cả hai vế của phương trình, rồi chia cả hai vế cho 3 chúng ta có
{\displaystyle 2^{x-1}=3\,}
Do đó
{\displaystyle x-1=\log _{2}3\,}
Hoặc
{\displaystyle x=\log _{2}3+1.\,}
Phương trình lôgarit là phương trình dạng {\displaystyle log_{a}(x)=b} với {\displaystyle a>0}, trong đó nghiệm là
{\displaystyle X=a^{b}.\,}
Ví dụ, nếu
{\displaystyle 4\log _{5}(x-3)-2=6\,}
thì ta cộng 2 cho cả hai vế của phương trình, sau đó là chia cho 4, chúng ta có
{\displaystyle \log _{5}(x-3)=2\,}
Do đó
{\displaystyle x-3=5^{2}=25\,}
Từ đó ta rút ra được
{\displaystyle x=28.\,}

### Phương trình căn thức
Phương trình căn thức là phương trình có một dấu căn, {\displaystyle {\sqrt {x}}}, bao gồm cả căn bậc ba, {\displaystyle {\sqrt[{3}]{x}}} và căn bậc n, {\displaystyle {\sqrt[{n}]{x}}}. Cần nhớ rằng căn bậc n có thể viết lại theo dạng số mũ, bởi thế {\displaystyle {\sqrt[{n}]{x}}} tương đương với {\displaystyle x^{\frac {1}{n}}}. Kết hợp với số mũ bình thường, thì {\displaystyle {\sqrt[{2}]{x^{3}}}} (căn bậc hai của x lập phương) có thể viết lại thành {\displaystyle x^{\frac {3}{2}}}. Vậy nên dạng thức chung của phương trình căn thức là {\displaystyle a={\sqrt[{n}]{x^{m}}}} (tương đương với {\displaystyle a=x^{\frac {m}{n}}}) trong đó {\displaystyle m} và {\displaystyle n} là số nguyên, và có nghiệm là
| {\displaystyle m} là số lẻ                                                                    | {\displaystyle m} là số chẵn và {\displaystyle a\geq 0}                                               |
| {\displaystyle x={\sqrt[{m}]{a^{n}}}} hoặc {\displaystyle x=\left({\sqrt[{m}]{a}}\right)^{n}} | {\displaystyle x=\pm {\sqrt[{m}]{a^{n}}}} hoặc {\displaystyle x=\pm \left({\sqrt[{m}]{a}}\right)^{n}} |

Ví dụ, nếu
{\displaystyle (x+5)^{2/3}=4,\,}
thì
{\displaystyle {\begin{aligned}x+5&=\pm ({\sqrt {4}})^{3}\\x+5&=\pm 8\\x&=-5\pm 8\\x&=3,-13\end{aligned}}}.

### Hệ phương trình bậc nhất hai ẩn
Có những phương pháp khác nhau để giải một hệ các phương trình tuyến tính với hai biến số

#### Phương pháp cộng đại số
Một ví dụ về giải phương trình tuyến tính với phương pháp cộng đại số
{\displaystyle {\begin{cases}4x+2y&=14\\2x-y&=1.\end{cases}}\,}
Nhân các số hạng của phương trình thứ hai cho 2
{\displaystyle 4x+2y=14\,}
{\displaystyle 4x-2y=2.\,}
Cộng hai phương trình lại ta có
{\displaystyle 8x=16\,}
Rồi rút gọn
{\displaystyle x=2.\,}
Khi ta đã biết {\displaystyle x=2} thì ta có thể tìm ra {\displaystyle y=3} bằng cách thay 2 cho x vào một trong hai phương trình đầu. Nghiệm của hai phương trình sẽ là
{\displaystyle {\begin{cases}x=2\\y=3.\end{cases}}\,}
Chú ý rằng đây không phải là phương pháp duy nhất để giải hệ phương trình này; {\displaystyle y} có thể được giải trước {\displaystyle x}.

#### Phương pháp thay thế
Một cách khác để giải cùng một hệ phương trình tuyến tính là phương pháp thay thế
{\displaystyle {\begin{cases}4x+2y&=14\\2x-y&=1.\end{cases}}\,}
Ta có thể tìm {\displaystyle y} bằng cách sử dụng một trong hai phương trình. Sử dụng phương trình thứ hai
{\displaystyle 2x-y=1\,}
Trừ {\displaystyle 2x} cho hai vế của phương trình
{\displaystyle {\begin{aligned}2x-2x-y&=1-2x\\-y&=1-2x\end{aligned}}}
và nhân hai vế với -1:
{\displaystyle y=2x-1.\,}
Thay giá trị {\displaystyle y} vào phương trình đầu tiên của hệ phương trình gốc:
{\displaystyle {\begin{aligned}4x+2(2x-1)&=14\\4x+4x-2&=14\\8x-2&=14\end{aligned}}}
Cộng 2 vào hai vế của phương trình:
{\displaystyle {\begin{aligned}8x-2+2&=14+2\\8x&=16\end{aligned}}}
Rút gọn thành
{\displaystyle x=2\,}
Sử dụng giá trị này vào một trong hai phương trình, ta có thể đạt được nghiệm tương tự với phương pháp trước
{\displaystyle {\begin{cases}x=2\\y=3.\end{cases}}\,}
Chú ý rằng đây không phải là phương pháp duy nhất để giải hệ phương trình này; {\displaystyle y} có thể được giải trước {\displaystyle x}.

### Các dạng hệ phương trình tuyến tính khác

#### Hệ phương trình vô nghiệm
Trong ví dụ trên, ta có thể tìm ra đáp số. Tuy nhiên, có những hệ phương trình không có đáp số. Một ví dụ
{\displaystyle {\begin{cases}{\begin{aligned}x+y&=1\\0x+0y&=2\end{aligned}}\end{cases}}\,}
Phương trình thứ hai trong hệ phương trình không có đáp số. Vì thế, hệ phương trình này không giải được. Tuy nhiên, không phải hệ phương trình không đáp số nào cũng dễ nhận ra. Ví dụ như hệ phương trình dưới đây
{\displaystyle {\begin{cases}{\begin{aligned}4x+2y&=12\\-2x-y&=-4\end{aligned}}\end{cases}}\,}
Khi ta thử giải hệ phương trình này (dùng phương pháp thay thế như nêu ở trên), phương trình thứ hai, sau khi cộng vào cả hai vế và nhân với -1 ta có:
{\displaystyle y=-2x+4\,}
Và thế giá trị vào phương trình đầu tiên
{\displaystyle {\begin{aligned}4x+2(-2x+4)&=12\\4x-4x+8&=12\\8&=12\end{aligned}}}
Kết quả là không còn lại biến số nào, và đẳng thức không đúng. Điều này có nghĩa là phương trình đầu tiên không thể đưa ra một đáp số với giá trị tìm được trong phương trình thứ hai

#### Hệ phương trình vô số nghiệm
Có những hệ phương trình có vô số đáp án, khác với hệ phương trình chỉ có một nghiệm duy nhất (cặp giá trị {\displaystyle x} và {\displaystyle y} là một nghiệm của hệ phương trình). Ví dụ
{\displaystyle {\begin{cases}{\begin{aligned}4x+2y&=12\\-2x-y&=-6\end{aligned}}\end{cases}}\,}
Tính {\displaystyle y} trong phương trình thứ hai
{\displaystyle y=-2x+6\,}
Và thế giá trị này vào phương trình thứ nhất của hệ phương trình
{\displaystyle {\begin{aligned}4x+2(-2x+6)=12\\4x-4x+12=12\\12=12\end{aligned}}}
Đẳng thức thì đúng nhưng lại không đưa ra giá trị của {\displaystyle x}. Thực ra, ta có thể dễ dàng nhận ra rằng (bằng cách điền vào giá trị {\displaystyle x}) với bất cứ {\displaystyle x} nào ta cũng đều có đáp số miễn là {\displaystyle y=-2x+6}. Vì thế hệ phương trình này có vô số nghiệm

### Mối quan hệ giữa tính giải được và tính bội của hệ phương trình
Cho bất cứ một hệ phương trình nào, luôn có mối quan hệ giữa tính bội và tính giải được của hệ phương trình
Nếu một phương trình là bội của phương trình còn lại, thì hệ phương trình tuyến tính là bất định, có nghĩa là hệ phương trình có vô số nghiệm. Ví dụ:
{\displaystyle {\begin{cases}{\begin{aligned}x+y&=2\\2x+2y&=4\end{aligned}}\end{cases}}}
có vô số nghiệm ví dụ như (1, 1), (0, 2), (1.8, 0.2), (4, −2), (−3000.75, 3002.75), và nhiều cặp nghiệm khác
Nhưng khi tính bội chỉ là thuộc một phần riêng (ví dụ vế bên trái của phương trình là bội, còn vế bên phải thì không hoặc không nhân với cùng một số) thì hệ phương trình đó không giải được. Ví dụ:
{\displaystyle {\begin{cases}{\begin{aligned}x+y&=2\\4x+4y&=1\end{aligned}}\end{cases}}}
Phương trình thứ hai đem tới kết quả {\displaystyle x+y={\frac {1}{4}}} đối nghịch với phương trình thứ nhất. Khi giải một hệ phương trình tuyến tính, ta nên kiểm tra xem một phương trình có phải là bội của phương trình còn lại không. Nếu nó là bội của phương trình còn lại, hệ phương trình đó không xác định được một cách cụ thể. Nếu nó chỉ bội một phần, hệ phương trình không có lời giải.
Tuy nhiên, như đã chỉ ra trong các phần ở trên, điều này không có nghĩa là các phương trình phải là bội của nhau để có lời giải; nói cách khác, tính bội trong một hệ phương trình tuyến tính không phải là điều kiện cần thiết để có thể giải được phương trình.